# Colpo di fulmine (Anna Tatangelo)
Colpo di fulmine è un singolo della cantante italiana Anna Tatangelo, pubblicato il 19 maggio 2006 come quinto estratto dal secondo album in studio Ragazza di periferia.

## Descrizione
Il brano appare nella lista tracce della riedizione del disco ed è stato scritto e composto da Federica Camba e Massimo Greco.

## Video musicale
Ad accompagnare il singolo c'è anche un videoclip, nel quale Tatangelo viene trasformata in un cartoon.

## Tracce
1. Colpo di fulmine – 4:00 (Federica Camba, Massimo Greco)
2. Colpo di fulmine (versione strumentale) – 4:00 (Federica Camba, Massimo Greco)

## Classifiche
| Classifica (2006) | Posizione massima |
| ----------------- | ----------------- |
| Italia            | 15                |